# Briony McRoberts
Pour les articles homonymes, voir McRoberts.
Briony McRoberts (née le 10 février 1957 à Welwyn Garden City, dans le Hertfordshire et décédée le 17 juillet 2013  à Fulham en Londres) est une actrice britannique.
Elle a été l'épouse de l'acteur britannique David Robb.

## Biographie
Native de Welwyn Garden City, elle déménage à Richmond-upon-Thames à l'âge de six ans, à la suite du décès de sa mère et du remariage de son père.
Dans son enfance, elle étudie la dramaturgie à Teddington, ce qui la conduit à décrocher un petit rôle dans le film Le Capitaine Nemo et la ville sous-marine de James Hill en 1969. Au sortir de l'adolescence, elle incarne Anna dans la sitcom Bachelor Father entre 1970 et 1971. Elle joue Wendy Darling dans le téléfilm musical américain Peter Pan en 1976, mettant en scène Mia Farrow et Danny Kaye. Les rôles s'enchaînent sur le petit écran, dont Esther Bronte dans The Crezz (1976), l'étudiante Charlotte dans Sink or Swim (1982), la secrétaire Caroline dans Mr Palfrey of Westminster (1984-1985) et Carol Nickleson dans EastEnders (1990), mais aussi au cinéma : Margo Fassbender dans Quand la panthère rose s'emmêle (1976) et Ann Underwood dans Dr. Jekyll et Mr. Hyde (1989). Elle joue aussi dans plusieurs productions du West End, dont la comédie musicale Maggie au théâtre Shaftesbury en 1978.
Elle est connue pour son rôle récurrent du personnage de Lady Laird Sam Hagan, dans le soap opera écossais Take the High Road, de 1992 à 1995.
Ses apparitions les plus récentes étaient dans les séries télévisées The Bill et Taggart.
Elle est morte le 17 juillet 2013 à Londres, dans le quartier de Fulham. Son corps est retrouvé sur les rails de la station de métro Fulham Broadway, à proximité de son domicile. Sa mort est la conséquence d'un heurt causé par un véhicule sur rail. L'hypothèse d'un suicide a été avancée, mais aucune preuve ne permet de l'affirmer. Selon la police, le décès de l'actrice n'est pas lié à une agression. Elle était âgée de 56 ans.

## Filmographie

### Cinéma
- 1976 : Quand la panthère rose s'emmêle : Margo Fassbender
- 1989 : Dr. Jekyll et Mr. Hyde : Ann Underwood

### Télévision
- 1970-1971 : Bachelor Father (série télévisée) : Anna (plusieurs épisodes)
- 1972 : The Man Outside (série télévisée)
- 1973 : Comedy Playhouse (série télévisée) : Julie Elms
- 1975 : Rooms (série télévisée) : Allison (épisode Ron part 1 et 2)
- 1976 : Peter Pan (TV) : Wendy Darling
- 1976 : The Crezz (série télévisée) : Esther Bronte (épisodes The Battle of Harvey Street, Gone to the Dogs, Fire Down Below, All Good Nature et The Spanish Succession
- 1978 : Strangers (série télévisée) : Cassandra Harker (épisode Accidental Death)
- 1979 : Malice Aforethought (série télévisée) : Quarnian Torr
- 1979 : Butterflies (série télévisée) : Annie (épisode Leaving)
- 1981 : Diamonds (série télévisée) : Elaine Colman
- 1982 : Sink or Swim (série télévisée) : Charlotte (épisodes A New Departure, A Slight Hankering, Nothing But Trouble et In the Pursuit of Learning)
- 1982 : The New Adventures of Lucky Jim : Jill (épisode Eckersley Revisited)
- 1983 : Les Professionnels : Tessa Kilpin (épisode No Stone)
- 1984-1985 : Mr. Palfrey of Westminster : Caroline (plusieurs épisodes)
- 1989 : Brush Strokes (série télévisée)
- 1991 : Screen Two (série télévisée) : Maid Marianne (casting de Robin des Bois) (épisode Fellow Traveller)
- 1992-1995 : Take the High Road (série télévisée) : Lady Laird Sam Hagen
- 1999 : Harry and the Wrinklies (série télévisée) : Lavinia 'Mad Lil' McScrew
- 2000 : Doctors (série télévisée) : Louise (épisode Confidential Information)
- 2000 : Taggart (série télévisée) : Glena Bennett (épisode Skin Deep)
- 2002 : Heartbeat (série télévisée) : Mrs. Foxton (épisode No Man's Land)
- 2005 : The Bill (série télévisée) : Maureen Rayner (épisode 284)